# HC Handball Plzeň 2003
HC Handball Plzeň 2003 (celým názvem: Hockey Club Handball Plzeň 2003) byl český klub ledního hokeje, který sídlil v Plzni v Plzeňském kraji. Založen byl v roce 2003, zanikl v roce 2014. V letech 2011–2014 působil v Plzeňské krajské soutěži – sk. D, osmé české nejvyšší soutěži ledního hokeje.
Své domácí zápasy odehrával na zimním stadionu Košutka s kapacitou 255 diváků.

## Přehled ligové účasti
Stručný přehled
Zdroj:
- 2010–2011: Plzeňská krajská soutěž – sk. C (7. ligová úroveň v České republice)
- 2011–2014: Plzeňská krajská soutěž – sk. D (8. ligová úroveň v České republice)

Jednotlivé ročníky
Zdroj:
Legenda: ZČ - základní část, červené podbarvení - sestup, zelené podbarvení - postup, fialové podbarvení - reorganizace, změna skupiny či soutěže
| Česko (2010 – 2014) |                                 |           |           |                                       |          |
| Sezóny              | Soutěž                          | Úroveň    | ZČ        | Play-off, nadstavba, sk. o udržení... | Poznámky |
| 2010/11             | Plzeňská krajská soutěž – sk. C | 7. úroveň | 10. místo |                                       | Sestup   |
| 2011/12             | Plzeňská krajská soutěž – sk. D | 8. úroveň | 8. místo  | Čtvrtfinále                           |          |
| 2012/13             | Plzeňská krajská soutěž – sk. D | 8. úroveň | 6. místo  | Čtvrtfinále                           |          |
| 2013/14             | Plzeňská krajská soutěž – sk. D | 8. úroveň | 6. místo  | Čtvrtfinále                           |          |